# Люк Фріден
Люк Фріден (люксемб. Luc Frieden; нар. 16 вересня 1963, Еш-сюр-Альзетт, Люксембург) — люксембурзький політик з Християнсько-соціальної народної партії. 23-й Прем'єр-міністр Люксембургу з 2023 року. Він був міністром юстиції (1998–2009), міністром оборони (2004–2006) та міністром фінансів (2009–2013) в уряді Жана-Клода Юнкера.
На посаді міністра фінансів Фріден був відповідальним за успішне впровадження євро як заміни для люксембурзького франка.